# Užurskij rajon
L'Užurskij rajon è un rajon (distretto) del kraj di Krasnojarsk, nella Russia siberiana centrale; il capoluogo è la cittadina di Užur.